# بولکیبا
بولکیبا شهری در شهرستان بورزانگا در استان بام در بورکینافاسوی شمالی است و جمعیت آن ۲۸۷ نفر است.